# Darijo Krišto
Dario Krišto (Tomislavgrad, 5 marzo 1989) è un calciatore croato, centrocampista dello Sloga Mravince.